# Gentoftekredsen
Gentoftekredsen er fra 2007 en opstillingskreds i Københavns Omegns Storkreds. I 1920-2006 var kredsen en opstillingskreds i Københavns Amtskreds. Gentoftekredsen var fra 1918 til 1920 en enkeltmandsvalgkreds til Folketinget.
Den 8. februar 2005 var der 24.542 stemmeberettigede vælgere i kredsen.
Kredsen rummede i 2015 flg. kommuner og valgsteder::
1. Gentofte Kommune
  1. Jægersborg
  2. Munkegård
  3. Rådhuset
  4. Bakkegård
  5. Dyssegård
  6. Maglegård
  7. Hellerup
  8. Ordrup
  9. Skovshoved
  10. Skovgård

## Gentoftekredsens folketingsmedlemmer 1920-nu
- 1920-1924: Albert Abrahamsen (Det Konservative Folkeparti)
- 1924-1941: Povl Drachmann, redaktør og forfatter (Det Konservative Folkeparti, døde i valgperioden)
- 1941-1953: Hans Thyge Jacobsen, sognepræst (Det Konservative Folkeparti)
- 1950-1953: P.M. Norup (Det Konservative Folkeparti)
- 1953-1960: Halfdan Henriksen (Det Konservative Folkeparti)
- 1953-1964: Gertie Wandel (Det Konservative Folkeparti)
- 1964-1968: Marie Antoinette von Lowzow, godsejer (Det Konservative Folkeparti)
- 1964-1975: Knud Thomsen, direktør (Det Konservative Folkeparti)
- 1973-1977: Kirsten Sparre Andersen, ernæringskonsulent (Venstre)
- 1977-1988: Annelise Gotfredsen (Det Konservative Folkeparti)
- 1984-1988: Per Stig Møller, programchef, dr. phil. (Det Konservative Folkeparti)
- 1990-1994: Henning Dyremose, finansminister (Det Konservative Folkeparti)
- 1994-2005: Tove Fergo, sognepræst (Venstre)
- 2001-2011: Charlotte Dyremose (Det Konservative Folkeparti)
- 2011-nu: Eyvind Vesselbo (Venstre)
- 2011-2014: Benedikte Kiær (Det Konservative Folkeparti)
- 2011-nu: Sofie Carsten Nielsen (Radikale Venstre)

## Folketingskandidater pr. 25/11-2018
| Liste | Parti                       | Kandidat | Bemærk                                                                  |
| ----- | --------------------------- | --- | ----------------------------------------------------------------------- |
| A     | Socialdemokratiet           | Malthe Johan Poulsen |                                                                         |
| B     | Radikale Venstre            | |                                                                         |
| C     | Det Konservative Folkeparti | Rasmus Jarlov |                                                                         |
| D     | Nye Borgerlige              | Anahita Malakians |                                                                         |
| F     | Socialistisk Folkeparti     | |                                                                         |
| I     | Liberal Alliance            | |                                                                         |
| O     | Dansk Folkeparti            | Danni Olsen |                                                                         |
| V     | Venstre                     | Colette Brix |                                                                         |
| Ø     | Enhedslisten                | Jeanne Guldbrand Toxværd |                                                                         |
| Å     | Alternativet                | Sikandar Siddique, Qasam Nazir Ahmad, Ken Patrick Petersson, Sofie Groth, Marianne Victor Hansen, Anders Stjernholm, Kim Christiansen, Thomas Holbech Anker | Er opstillet i samtlige opstillingskredse i Københavns Omegns Storkreds |

## Enkeltmandsvalgkreds 1918-1920
I 1918 blev Gentoftekredsen (officielt København Amts 1. Valgkreds) oprettet. Kredsen bestod af Gentofte Kommune som tidligere havde været en del af Lyngbykredsen. Kredsens valgsted var Gentofte.

### Folketingsmedlemmer valgt i Gentoftekredsen 1918-1920
- Albert Abrahamsen 22. april 1918 — 21. april 1920[10]